# 市立美唄病院
市立美唄病院（しりつびばいびょういん、英:Bibai City Hospital）は、北海道美唄市にある公立（市立）の病院。

## 概要

### 診療科
- 内科
- 小児科
- 外科
- 整形外科
- 産婦人科
- 耳鼻咽喉科
- 眼科

## 沿革
- 1943年（昭和18年）3月14日 - 美唄町立病院として開設する。
- 1950年（昭和25年）4月 - 美唄町の市制施行に伴い、市立美唄病院に改称する。
- 2003年（平成15年）6月 - 医療総合相談室を設置する。